# Sébastien Desjours
Pour les articles homonymes, voir Desjours.
Sébastien Desjours, né le 21 juillet 1969 à Boulogne-Billancourt, est un acteur français.
Spécialisé dans le doublage, il est connu pour être la voix française du personnage Bob l'éponge ainsi que celle de Knuckles dans la franchise Sonic the Hedgehog.

## Biographie
Sébastien Desjours découvre le théâtre alors qu'il est au collège puis suit des cours d’art dramatique. Il effectue notamment son apprentissage au Studio 34 sous la direction de Véronique Nordey. Il interprète de grandes pièces du répertoire sous la direction de metteurs en scène tels que Marcelle Tassencourt (La Mégère apprivoisée), Gaston Vacchia (Le Barbier de Séville), Jacques Mauclair (L'École des femmes, L'éternel mari, Antonio Barracano), Philippe Delevigne (Les Fourberies de Scapin, Les Précieuses ridicules), Anne Saint-Mor (Les Caprices de Marianne). Il a également tenu des rôles pour la télévision.
Il a participé à tous les spectacles de la Compagnie des Camerluches : La mère confidente de Marivaux, Le Plus Heureux des trois d'Eugène Labiche, Lorenzaccio d'Alfred de Musset, mis en scène par Delphine Lequenne, puis Adèle a ses raisons et Dis leur que la vérité est belle, écrits et mis en scène par Jacques Hadjaje.
Isabelle Starkier a fait appel à lui pour interpréter le rôle Franz Kafka dans Le bal de Kafka de Timothy Daly. Il jouera sous sa direction L’homme dans le plafond la nouvelle pièce de Timothy Daly.
Il participe à des lectures d'auteurs contemporains dirigées par Caroline Girard au sein de la Compagnie La Liseuse.
Il prête régulièrement sa voix à de nombreux acteurs étrangers dans des longs-métrages, séries, dessins animés et documentaires.

## Théâtre
- 1985 : L'Éternel Mari d'après Fiodor Dostoïevski, mise en scène Jacques Mauclair, théâtre du Marais
- 1992 : L'École des femmes de Molière, mise en scène Jacques Mauclair, théâtre du Marais
- 1993 : Antonio Barracano d'Eduardo De Filippo, mise en scène Jacques Mauclair, théâtre du Marais
- 2002 : Le Plus Heureux des trois d'Eugène Labiche, mise en scène Delphine Lequenne
- 2002 : Lorenzaccio d'Alfred de Musset, mise en scène Delphine Lequenne, théâtre Le Grenier de Bougival
- 2002-2012 : Dis leur que la vérité est belle de Jacques Hadjaje, mise en scène de l'auteur, Lucernaire
- 2006-2009 : Le Bal de Kafka de Timothy Daly, mise en scène de Isabelle Starkier, Théâtre du Chaudron, tournée
- 2007 : Adèle a ses raisons de Jacques Hadjaje, mise en scène de l'auteur, Lucernaire, tournée
- 2008 : Du cristal à la fumée de Jacques Attali, mise en scène Daniel Mesguich, théâtre du Rond-Point
- 2010 : La vie est un songe de Pedro Calderón, mise en scène de William Mesguich
- 2011 : L'homme dans le plafond de Timothy Daly, mise en scène de Isabelle Starkier
- 2011 : Hamlet de William Shakespeare, mise en scène Daniel Mesguich
- 2012-2014 : Maître Puntila et son valet Matti de Bertolt Brecht, mise en scène Guy-Pierre Couleau, Comédie de l'Est
- 2014-2016 : Le Mari, la Femme et l'Amant de Sacha Guitry, mise en scène Julien Sibre, théâtre de l'Ouest parisien[4]
- 2014-2017 : La Joyeuse et Probable Histoire de Superbarrio, que l’on vit s’envoler un soir dans le ciel de Mexico de Jacques Hadjaje, mise en scène de l'auteur, Le !POC! d'Alfortville, tournée[5]
- 2018-2019 : Oncle Vania fait les trois huit de Jacques Hadjaje, mise en scène Anne Didon et Jacques Hadjaje, Théâtre des Deux Rives, Théâtre de Belleville
- 2019-2020 : Entrailles de Pauline Ribat, mise en scène de l'auteur, Théâtre Charles-Dullin, tournée
- 2020 : Point cardinal d'après Léonor de Récondo, mise en scène Sébastien Desjours, Théâtre de Belleville

## Filmographie

### Téléfilms
- 1999 : La Traversée du phare de Thierry Redler : le garde-champêtre
- 2010 : Du cristal à la fumée de Philippe Miquel (captation)

## Doublage
Sources : Doublage Séries Database et RS Doublage

### Cinéma

#### Films
- David Dastmalchian dans (10 films) :
  - Ant-Man (2015) : Kurt
  - The Belko Experiment (2016) : Alonso « Lonny » Crane
  - Blade Runner 2049 (2017) : Coco
  - Ant-Man et la Guêpe (2018) : Kurt
  - A Million Little Pieces (2018) : Roy
  - The Suicide Squad (2021) : Abner Krill / Polka-Dot Man
  - L'Étrangleur de Boston (2023) : Albert DeSalvo
  - Le Croque-mitaine (2023) : Lester
  - Oppenheimer (2023) : William L. Borden
  - Le Dernier Voyage du Demeter (2023) : Wojchek, le second

- Seth Green dans (6 films) :
  - Les deux font la père (2009) : Ralph White
  - Les Gardiens de la Galaxie (2014) : Howard the Duck (voix, caméo)
  - Holidays (2016) : Pete Gunderson
  - Les Gardiens de la Galaxie Vol. 2 (2017) : Howard the Duck (voix, caméo)
  - Dear Dictator (2018) : Dr Charles Seaver
  - Les Gardiens de la Galaxie Vol. 3 (2023) : Howard the Duck (voix)

- Justin Bartha dans (5 films) :
  - Very Bad Trip (2009) : Doug Billings
  - Very Bad Trip 2 (2011) : Doug Billings
  - Very Bad Trip 3 (2013) : Doug Billings
  - Driven (2018) : Howard Weitzman (en)
  - Sweet Girl (2021) : Simon Keeley

- Jon Heder dans :
  - Napoleon Dynamite (2004) : Napoleon Dynamite
  - Et si c'était vrai… (2005) : Darryl

- Stephen Chow dans :
  - Crazy Kung-Fu (2004) : Sing
  - CJ7 (2008) : Ti

- Kevin Zegers dans :
  - Lettre ouverte à Jane Austen (2007) : Trey
  - Frozen (2010) : Dan

- Cameron Bright dans :
  - Twilight, chapitre II : Tentation (2009) : Alec
  - Twilight, chapitre III : Hésitation (2010) : Alec

- Paul Schneider dans :
  - Bright Star (2009) : Charles Brown
  - American Murderer (en) (2022) : David Brown

- Trystan Gravelle dans :
  - Anonymous (2011) : Christopher Marlowe
  - Jersey Affair (2017) : Clifford

- Chad Krowchuk dans :
  - Man of Steel (2013) : Glen Woodburn
  - Batman v Superman : L'Aube de la justice (2016) : Glen Woodburn

- Fred Armisen dans :
  - Les Schtroumpfs 2 (2013) : le Schtroumpf à lunettes (voix)
  - Zoolander 2 (2016) : VIP

- James Callis dans :
  - Bridget Jones Baby (2016) : Tom
  - Bridget Jones : Folle de lui (2025) : Tom

- Xavier Samuel dans :
  - Love and Friendship (2016) : Reginald DeCourcy
  - Blonde (2022) : Charles « Cass » Chaplin Jr.

- Peter Facinelli dans :
  - Mariage chez les Wilde (en) (2017) : Ethan
  - Plus rien à f*** (2020) : Barry Brooks

- Rami Malek dans :
  - Bohemian Rhapsody (2018) : Freddie Mercury
  - Amsterdam (2022) : Tom Voze

- Karan Soni dans :
  - Corporate Animals (2019) : Freddie
  - Superintelligence (2020) : Ahmed

- Jimmi Simpson dans :
  - Enragé (2020) : Andy
  - Silk Road (2021) : Chris Tarbell

- Max Greenfield dans :
  - Promising Young Woman (2020) : Joe Macklemore III
  - Unfrosted : L'Épopée de la Pop-Tart (2024) : Rick Ludwin

- Reece Shearsmith dans :
  - Coup de théâtre (2022) : John Woolf
  - Saltburn (2023) : Pr Ware

- Enzo Cilenti dans :
  - Agent Stone (2023) : Mulvaney
  - The Beekeeper (2024) : Rico Anzalone

- 1994 : D'amour et d'ombres : Mario (Patricio Contreras)
- 1999 : Black and White : Terry Donager (Robert Downey Jr.)
- 1999 : On the Run : Albert DeSantis (Michael Imperioli)
- 1999 : Une carte du monde : Howard Goodwin (David Strathairn)
- 2000 : Les Aventures de Rocky et Bullwinkle : le vendeur de matelas (Billy Crystal)
- 2002 : Tom et Thomas : Kevin (Sean Harris)
- 2002 : Romance de rêve : RJ Martling (Kevin Carroll)
- 2003 : Anatomie 2 : Hagen (Roman Knizka)
- 2003 : Black Cadillac : Scott (Shane Johnson)
- 2003 : Sexe, Lycée et Vidéo : Deacon Lewis (Erik von Detten)
- 2004 : Lolita malgré moi : Damian Leigh (Daniel Franzese)
- 2005 : Happy Endings : Bill (A. J. Trauth)
- 2006 : The Fall : Darwin (Leo Bill)
- 2006 : Admis à tout prix : Abernathy Darwin Dunlap (Robin Lord Taylor)
- 2007 : The Invisible : Nick Powell (Justin Chatwin)
- 2007 : Une fille à la page : Jason (Nathan Corddry)
- 2007 : XXY : Alvaro (Martín Piroyansky)
- 2007 : Boogeyman 2 : Henry Porter (Matt Cohen)
- 2007 : De l'autre côté : Nejat Aksu (Baki Davrak)
- 2007 : En cloque, mode d'emploi : Marty (Martin Starr)
- 2008 : Spirits : Adam (John Hensley)
- 2008 : My Sassy Girl : Charlie Bellow (Jesse Bradford)
- 2009 : Angel of Death : Cameron Downes (Jake Abel)
- 2009 : Mon babysitter : Mitch (Rob Kerkovich)
- 2009 : Confessions d'une accro du shopping : Allon (Stephen Guarino)
- 2009 : La Montagne ensorcelée : Matt (Kevin Christy)
- 2010 : Mother's Day : Izzak « Ike » Koffin (Patrick Flueger)
- 2011 : Colombiana : Richard (Callum Blue)
- 2011 : Sortilège : Will (Neil Patrick Harris)
- 2011 : Paranormal Activity 3 : Randy Rosen (Dustin Ingram)
- 2011 : Contagion : Dr David Eisenberg (Demetri Martin)
- 2011 : F.A.R.C. : L'Instrument de la vengeance : Leder (Ricardo Vélez)
- 2012 : Recherche Bad Boys désespérément : Vinnie Plum (Patrick Fischler)
- 2012 : The Dark Knight Rises : Barsad (Josh Stewart)
- 2012 : Looper : Kid Blue (Noah Segan)
- 2012 : Premium Rush : Raj (Aasif Mandvi)
- 2012 : Usurpateur : Rubén (Javier Godino)
- 2012 : Cloud Atlas : Felix Finch (Alistair Petrie)
- 2012 : Je te promets : ? (?)
- 2012 : Maman, j'ai raté ma vie : le réceptionniste [Qui ?]
- 2013 : White House Down : Donnie Donaldson (Nicolas Wright)
- 2013 : Broken City : Ryan (Justin Chambers)
- 2013 : Pacific Rim : Tendo Choi (Clifton Collins Jr.)
- 2014 : The Amazing Spider-Man : Le Destin d'un héros : Alistair Smythe (B. J. Novak)
- 2014 : Pyramide : Terry « Fitzie » Fitzsimmons (James Buckley)
- 2014 : Entre deux mondes : Tarik (Moshin Ahmady)
- 2014 : The Anomaly : Harkin Langham (Ian Somerhalder)
- 2014[8] : On est jeunes. On est forts. : Jürgen (Axel Pape)
- 2015 : Jupiter : Le Destin de l'univers : Vladie (Kick Gurry)
- 2016 : Monster Cars : ? (?)
- 2016 : SOS Fantômes : Rowan North (Neil Casey)
- 2016 : I.T. : Sullivan (Adam Fergus)
- 2016 : Lavender : Alan (Diego Klattenhoff)
- 2017 : La Femme la plus détestée d'Amérique : Bill Murray O'Hair (Vincent Kartheiser)
- 2017 : Sandy Wexler : lui-même (Conan O'Brien)
- 2017 : Le Rituel : Dom (Sam Troughton)
- 2017 : Le Bal des sorcières : Muggs (Joey Fatone) et Neil (Greg Zajac)
- 2017 : Faute d'amour : Boris (Aleksey Rozin)
- 2017 : Sweet Virginia : Mitchel McCabe (Jonathan Tucker)
- 2018 : Game Night : Carter (John Francis Daley)
- 2018 : Illang : La Brigade des loups : Im Joong-kyeong (Kang Dong-won)
- 2018 : Carnage chez les Puppets : Larry Philips (Victor Yerrid) (voix)
- 2018 : Un si beau couple : Malte Brinkmann (Maximilian Brückner)
- 2019 : Men in Black: International : Guy (Stephen Wight)
- 2019 : Le Roi lion : Zazu (John Oliver) (voix)
- 2019 : Falling Inn Love : Peter (Jonathan Martin)
- 2019 : Ça : Chapitre 2 : Edward « Eddie » Kaspbrak (James Ransone)
- 2019 : Dans les hautes herbes : Travis (Harrison Gilbertson)
- 2019 : Paddleton : Michael (Mark Duplass)
- 2019 : American Son : Paul Larkin (Jeremy Jordan)
- 2019 : Code 8 : Marcus Sutcliffe (Greg Bryk)
- 2019 : Radioactive : Paul Langevin (Aneurin Barnard)
- 2019 : Seberg : Jack Solomon (Jack O'Connell)
- 2020 : The Last Full Measure : Scott Huffman (Sebastian Stan)
- 2020 : Mulan : Po (Doua Moua)
- 2020 : L'Incroyable Histoire de l'Île de la Rose : M. Carlozzi (Fabrizio Rongione)
- 2020 : Falling : Éric (Terry Chen)
- 2021 : Danse avec les queens : Micke Seth (Christopher Wollter)
- 2021 : Fast and Furious 9 : Otto (Thue Ersted Rasmussen)
- 2021 : Rendez-vous à Mexico : le metteur en scène de théâtre (Manolo Caro)
- 2022 : Ambulance : l'agent spécial Anson Clark (Keir O'Donnell)
- 2022 : Sous les palmiers, ma mère : José Luis (Quim Gutiérrez)
- 2022 : Là où chantent les écrevisses : l'officier des services sociaux (Billy Slaughter (en))
- 2022 : Black Panther: Wakanda Forever : Griot (Trevor Noah) (voix)
- 2023 : Indiana Jones et le Cadran de la destinée : le chargé des relations publiques gouvernemental (Cory Peterson)
- 2024 : Irish Wish : Kory Kennedy (Matty McCabe)
- 2024 : The Fall Guy : Kevin (Ben Gerrard (en))
- 2024 : L'Héritage (sv) : Karol Fortuna (Mateusz Król (pl))
- 2024 : Sexy Maddalena (it) : Stefano (Fabrizio Colica (en))
- 2024 : Strangers : Sky (Jamie Bamber)
- 2024 : Wicked : Pfannee (Bowen Yang)
- 2024 : La Chambre d'à côté : ? (?)
- 2024 : Inarrêtable : lui-même (Shane Sparks (en))
- 2024 : Braquage : Kacper Surmiak (Jedrzej Hycnar (pl))

#### Films d'animation
- 1985[9] : Olive et Tom, le film : le Défi européen, un match amical : Tom et Danny
- 1985[9] : Olive et Tom, le film : le Défi européen, la Revanche : Tom / Danny / Philippe
- 1986[10] : Olive et Tom : la Coupe du Monde, la Sélection : Tom et Danny
- 1986[10] : Olive et Tom : la Coupe du Monde junior : Tom
- 2000 : Joseph, le roi des rêves : Benjamin
- 2000 : Alvin et les Chipmunks contre le loup-garou : Nathan
- 2001 : La Trompette magique : Boyd[n 1]
- 2001 : Jellabies, de fabuleuses Jellaventures ! : le narrateur
- 2002 : Tom et Jerry et l'Anneau magique : Chip
- 2003 : Le Journal de Barbie : Todd
- 2004 : Bob l'éponge, le film : Bob l'éponge
- 2005 : Aloha, Scooby-Doo ! : Manu Tuiama
- 2006 : Frère des ours 2 : Muche
- 2006 : Barbie au bal des douze princesses : Brutus
- 2011 : Un monstre à Paris : Émile
- 2013 : Les Schtroumpfs 2 : Schtroumpf à lunettes
- 2013 : Les Schtroumpfs et la Légende du cavalier sans tête : Schtroumpf à lunettes
- 2014 : Les Moomins sur la Riviera : Clark
- 2015 : Bob l'éponge, le film : Un héros sort de l'eau : Bob l'éponge
- 2015 : Le Voyage d'Arlo : Blizzard
- 2016 : Batman : Le Retour des justiciers masqués : Dick Grayson / Robin
- 2016 : Kingsglaive: Final Fantasy XV : Luche Lazarus
- 2016 : Vaiana : La Légende du bout du monde : voix additionnelles
- 2017 : Les Schtroumpfs et le Village perdu : Schtroumpf à lunettes
- 2017 : Batman vs. Double-Face : Robin
- 2017 : Bigfoot Junior : Trapper
- 2018 : Batman Ninja : Red Robin
- 2019[n 2] : Pauvre Toutou ! : le chef des écureuils
- 2020 : SamSam : SamNounours
- 2020 : Phinéas et Ferb, le film : Candice face à l'univers : Roger Doofenshmirtz
- 2020 : Bob l'éponge, le film : Éponge en eaux troubles : Bob l'éponge
- 2020 : Bigfoot Family : Trapper
- 2020[n 3] : Demon Slayer: Kimetsu no Yaiba, le film : Le Train de l'Infini : Akaza
- 2021 : Batman : Un long Halloween : Julian Day / Calendar Man[11]
- 2021 : The Witcher : Le Cauchemar du loup : le roi Dagread
- 2021 : Retour au bercail : Nigel[n 4]
- 2022 : Marmaduke : Guy Hilton
- 2022 : LEGO Star Wars : C'est l'été ! : Wick Cooper
- 2022 : Le Dragon de mon père : Tamir le tarsier[n 5]
- 2023 : Élémentaire : l'agent de l'immigration
- 2024 : S.O.S. Bikini Bottom : Une mission pour Sandy Écureuil : Bob l'éponge
- 2025 : Plankton, le film (en) : Bob l'éponge
- 2025 : Falcon Express : Croquette et Coco (création de voix)

### Télévision

#### Téléfilms
- Sam Page dans (8 téléfilms) :
  - Un coach pour la Saint-Valentin (2016) : Brendan
  - Un Noël de conte de fées (2017) : le prince Jeffrey
  - Nous deux, c'était écrit (2019) : Sawyer
  - Coup de foudre pour la bachelorette (2019) : Alex Fletcher
  - Un Noël magique à Rome (2019) : Oliver Martin
  - Un fabuleux coup de foudre pour Noël (2020) : Pat Godfrey
  - Un été à Channing (2021) : Jack Armstrong
  - Mon elfe de Noël (2021) : Jack Kane

- Mario Lopez dans (4 téléfilms) :
  - Le Sauveur de Noël (2009) : Zeus, le labrador (voix)
  - À la rescousse de Noël (2010) : Zeus, le labrador (voix)
  - Le chien qui a sauvé Noël (2012) : Zeus, le labrador (voix)
  - Le chien qui a sauvé Pâques (2014) : Zeus, le labrador (voix)

- Joey Lawrence dans (4 téléfilms) :
  - Mariage en blanc (2009) : Vince
  - Le pacte de Noël (2012) : Rob
  - Les mauvais choix de ma fille (2017) : Jim
  - Je promets de te retrouver ma fille (2018) : Brent

- Scott Bailey (en) dans (4 téléfilms) :
  - Bobby, seul contre tous (2009) : David
  - Deux jours pour une demande en mariage (2018) : Paul
  - 24h pour sauver mon bébé (2018) : Jonathan
  - Tout n'est qu'illusion (2019) : Brian

- Gary Jones dans :
  - Un Noël tout en lumière (2006) : Ron Eisley
  - Stargate : Continuum (2008) : le sergent Walter Harriman

- Chad Krowchuk dans :
  - Astéroïde (2011) : Christopher
  - Le Projet Philadelphia, l'expérience interdite (2012) : Reece

- Jonathan Patrick Moore (en) dans :
  - Kate et William : Quand tout a commencé... (2011) : Ian Musgrave
  - Pauvre petite fille riche[12] (2015) : Michael Goodley

- Jonathan Tucker dans :
  - High Moon (2014) : Stanislav « Stan » Stavin
  - Sweet Virginia (en)[13] (2017) : Mitchel McCabe

- Matty Finochio dans :
  - Les Dessous de Beverly Hills, 90210 (2015) : Bill
  - Une carte pour dire je t'aime (2016) : Charlie
  - Et Rachel créa l'homme parfait ! (2023) : Ben

- Morgan Kelly dans :
  - La maison meurtrière (2023) : Devan Karloe
  - La vengeance des victimes (2024) : Jon Pollock

- Steve Byers dans :
  - Meurtre au bout du fil (2023) : Jeff
  - 9 ans de secrets (2024) : Richard Wallace

- Stephen Huszar (en) dans :
  - Une avalanche d'Amour (2023) : Chris
  - Mission illuminations de Noël (2023) : Peter

- 1995 : Face au silence : Carter (Judson Mills)
- 1997 : Innocence perdue : Kevin (Kristen Holden-Ried)
- 1998 : Le Meilleur des mondes : John Cooper (Tim Guinee)
- 1999 : Une locataire idéale : Alan (Jay Paulson)
- 2001 : Phoenix Blue, la légende[14] : Rick (James Murray)
- 2002 : Romance de rêve : RJ Martling (Kevin Carroll)
- 2002 : Tom et Thomas : Kevin (Sean Harris)
- 2003 : L'Affaire Enron : Allen Flemming (Thomas Keenan)
- 2003 : La Villa des souvenirs : Terry à 18 ans (Shawn Roberts)
- 2003 : Un crime passionnel : Dale (Sebastian Spence)
- 2004 : L'Anneau sacré : Giselher (Robert Pattinson)
- 2004 : Trois filles, trois mariages, un tour du monde ! : Lyle Mills (James Waterston)
- 2005 : Un défi pour Noël : Miles (Michael Rubenfeld)
- 2005 : Romy and Michele: In the Beginning : Taylor Bradley (Scott Vickaryous)
- 2006 : Le Prince et moi : Mariage royal : Soren (Jonathan Firth)
- 2006 : Menace sur la Terre : Hockstetter (Dominic Zamprogna)
- 2007 : Boogeyman 2 : Henry Porter (Matt Cohen)
- 2008 : Orgueil et Quiproquos : M. Bingley (Tom Mison)
- 2008 : Le secret du monde englouti : Jake Kubiac (Ian Somerhalder)
- 2009 : Alice au pays des merveilles : le Chapelier / David (Andrew Lee Potts)
- 2009 : L'Ange de la mort : Cameron Downes (Jake Abel)
- 2009 : Miss Marple, épisode Pourquoi pas Evans ? : Bobby Attfield (Sean Biggerstaff[n 6])
- 2010 : Une nounou pour Noël : Justin Larose (Richard Ruccolo)
- 2010 : La 19e épouse : Jordan (Matt Czuchry)
- 2010 : Le Secret des baleines : Eric Cluster (Clemens Schick)
- 2011 : L'esprit de Noël : Joe Martel (Greg Bryk)
- 2011 : Katie, bannie des siens : Benjamin Lapp (Jason Loughlin)
- 2012 : Sans raison aucune : Klaus Nagel (Matthias Bundschuh)
- 2012 : La Vie aux aguets : Mason Harding (Bertie Carvel)
- 2012 : Carta a Eva[15] : Juancito Duarte (Juanma Muniagurriá)
- 2012 : Mariage sans frontières : Hrvoje Tomasovic (Ludwig Trepte)
- 2012 : Trafic de femmes : Vlad (Christopher Wolfe)
- 2013 : Mini Macho : Paul (Michael Baral)
- 2015 : Le mal par le mal : Bill (Ryan Blakely)
- 2015 : Le voleur au grand cœur : Giorgio Bene (Adam LaVorgna)
- 2015 : Liberté conditionnelle[16] : Tony Chivers (Mel Raido)
- 2016 : D'amour et d'orchidée : Owen (Derek Krantz)
- 2017 : Le bal des sorcières : Muggs (Joey Fatone)
- 2017 : Petits meurtres et confidences : rendez-vous meurtrier[17] : Steve Armstrong (James Pizzinato)
- 2017 : Le bal des sorcières : Neil (Greg Zajac)
- 2017 : La Reine des cartels : Carlos (Carlos Rodriguez)
- 2018 : La clef d'un Noël réussi : Oliver (Andrew Francis)
- 2019 : Le cauchemar d'une adolescente : Hunter Kelly (Wes McGee)
- 2019 : Un baiser pour Noël : Grant (Colin Fickes)
- 2020 : Au cœur de la vengeance[18] : Dennis (Jon Abrahams)
- 2021 : Es-tu ma fille ? : Justin (Steve Belford)
- 2022 : Les Olympiades de Noël : Simon Cook (Brian Sillis)
- 2023 : Un scandale dans l'équipe : M. Monroe (Ian Michaels)
- 2023 : La Maison du mal : Chase Collins (D. Adam Jamieson)
- 2023 : Make Me a Match : Adam Yantzy (Sean Yves Lessard)
- 2024 : Le Silence des ânes (de) : ? (?)
- 2024 : La fille que j'ai perdue : Andrew Masters (Kelly Penner)
- 2024 : Sous l'emprise d'une secte : Mr. Reynolds (Eric Barker)

#### Séries télévisées
- Patrick Breen dans (9 séries) :
  - Kevin Hill (2004-2005) : George Weiss (22 épisodes)
  - Ghost Whisperer (2009) : Duff Faraday (saison 4, épisode 20)
  - Three Rivers (2009) : Dr Joseph Breen (épisode 3)
  - Esprits criminels (2013) : Peter Harper (saison 8, épisode 17)
  - Royal Pains (2014) : Bob, le thérapeute (saison 6)
  - The Slap (2015) : Malcolm (mini-série)
  - BrainDead (2016) : Cole Stockwell (3 épisodes)
  - Conviction (2017) : Clark Sims (épisode 11)
  - Blacklist (2021) : Russell Friedenberg (saison 8, épisodes 7 et 12)

- Joseph Morgan dans (7 séries) :
  - Hex : La Malédiction (2004) : Troy (5 épisodes)
  - Vampire Diaries (2011-2016) : Niklaus « Klaus » Mikaelson (51 épisodes)
  - The Originals (2013-2018) : Niklaus « Klaus » Mikaelson (92 épisodes)
  - Animal Kingdom (2019) : Jed jeune (saison 4)
  - Legacies (2022) : Klaus Mikaelson (saison 4, épisode 20)
  - DC Titans (2022-2023) : Sebastian Blood / Brother Blood (saison 4)
  - Halo (2024) : le colonel James Ackerson (saison 2)

- Omid Abtahi dans (7 séries) :
  - Over There (2005) : Tariq Nassari (12 épisodes)
  - Ghost Whisperer (2007-2008) : Justin Yates (saison 3)
  - Mon meilleur ennemi (2008) : Tony Nazari (9 épisodes)
  - Bones (2009) : Hal Shirazi (saison 4, épisode 16)
  - Mentalist (2010) : Markham Shankar (saison 3, épisode 7)
  - Better Call Saul (2015) : l'inspecteur Abbasi (saison 1)
  - Fear the Walking Dead (2021-2022) : Howard (8 épisodes)

- Jimmi Simpson dans (6 séries) :
  - Dr House (2009) : Daniel Bresson (saison 5, épisode 15)
  - Breakout Kings (2011-2012) : Lloyd Lowery (23 épisodes)
  - Person of Interest (2013 / 2016) : Logan Pierce (saison 2, épisode 14 puis saison 5, épisode 11)
  - House of Cards (2014-2015) : Gavin Orsay (17 épisodes)
  - The Man Who Fell to Earth (2022) : Spencer Clay (8 épisodes)
  - Dark Matter (2024) : Ryan

- David Tennant dans (6 séries) :
  - Dramarama (1988) : Neil MacDonald (saison 6, épisode 13)
  - Jessica Jones (2015-2019) : Kevin Thompson / Kilgrave (13 épisodes)
  - Camping (en) (2018) : Walt McSorley-Jodell (8 épisodes)
  - Inside Man (2022) : Harry Watling (mini-série)
  - Ahsoka (2023) : Huyang (voix)
  - Rivals (2024) : Lord Tony Baddingham

- Max Greenfield dans (6 séries) :
  - New Girl (2011-2018) : Schmidt (146 épisodes)
  - The Mindy Project (2014-2015) : Lee (saison 2, épisode 19 puis saison 3, épisode 21)
  - American Horror Story (2015) : Gabriel (saison 5)
  - American Crime Story (2018) : Ronnie (saison 2)
  - American Horror Stories (2022) : Bryce Taylor (saison 2, épisode 4)
  - La Meneuse (2025) : Lev Levenson

- Carmine Giovinazzo dans (5 séries) :
  - Columbo (2003) : Tony Galper (saison 10, épisode 14)
  - Les Experts : Manhattan (2004-2013) : l'inspecteur Danny Messer (197 épisodes)
  - Graceland (2014-2015) : le lieutenant Sid Markham (9 épisodes)
  - The Player (2015) : Ray Capello (épisode 4)
  - Esprits criminels (2016) : Andrew Meeks (saison 11, épisode 15)

- Aaron Staton dans (5 séries) :
  - Mad Men (2007-2015) : Kenneth « Ken » Cosgrove (92 épisodes)
  - Person of Interest (2013) : Hayden Price (saison 3, épisode 7)
  - Ray Donovan (2015-2016) : Greg Donellen (9 épisodes)
  - Narcos: Mexico (2018) : Butch Sears (saison 1)
  - L'Étoffe des héros (2020) : Wally Schirra (8 épisodes)

- David Hoflin (en) dans (4 séries) :
  - Talents and Co (2001) : Patrick Gormley (36 épisodes)
  - American Crime (2015) : Mark Skokie (saison 1)
  - Supergirl (2017) : Rick Malverne (saison 2, épisode 19)
  - Périphériques, les mondes de Flynne (2022) : Daniel Koid (6 épisodes)

- Max Casella dans (4 séries) :
  - Les Soprano (2001-2006) : Benny Fazio (28 épisodes)
  - Hawaii 5-0 (2010) : Joey (saison 1, épisode 3)
  - La Fabuleuse Madame Maisel (2017-2022) : Michael Kessler (5 épisodes)
  - Kaleidoscope (2023) : Taco (mini-série)

- John Simm dans (4 séries) :
  - Jeux de pouvoir (2003) : Cal McCaffrey (mini-série)
  - The Catch (2016-2017) : Rhys Griffiths (15 épisodes)
  - Trauma (2018) : Dan Bowker (mini-série)
  - Collateral (2018) : Davis Mars (mini-série)

- Patrick Flueger dans (4 séries) :
  - Les 4400 (2004-2007) : Shawn Farrell (43 épisodes)
  - Chicago Fire (2014-2021) : l'officier Adam Ruzek (12 épisodes)
  - Chicago Police Department (depuis 2014) : l'officier puis inspecteur Adam Ruzek
  - Chicago Med (2019) : l'officier Adam Ruzek (saison 4, épisode 18 et saison 5, épisode 4)

- Dean Chekvala dans (4 séries) :
  - Harper's Island (2009) : J.D. Dunn (mini-série)
  - Lie to Me (2009) : Danny Pavelka (saison 2, épisode 4)
  - Dig (2015) : Charlie (mini-série)
  - Grimm (2016) : Wayne Dunbar (saison 5, épisode 8)
- Diedrich Bader dans :
  - Le Drew Carey Show (1995-2004) : Oswald Harvey (233 épisodes)
  - Bones (2009-2010) : Andrew Hacker (3 épisodes)
  - Médium (2010) : Fred Rovick (saison 6, épisode 14)

- Randy Spelling dans :
  - Couleur Pacifique (1996) : Flipper Gage (10 épisodes)
  - Beverly Hills 90210 (1996-2000) : Ryan Sanders (14 épisodes)
  - Sunset Beach (1997-1999) : Sean Richards (387 épisodes)

- Richard Ruccolo dans :
  - Un toit pour trois (1998-2001) : Pete Dunville (81 épisodes)
  - Joey (2005) : Glen (saison 1)
  - Devious Maids (2014) : Kim Rampton (saison 2, épisode 5)

- Rodney Scott (en) dans :
  - Young Americans (2000) : William Krudski (8 épisodes)
  - Dawson (2000) : William Krudski (3 épisodes)
  - Washington Police (2001-2004) : Jack Mannion Jr. (5 épisodes)

- Danny Strong dans :
  - Buffy contre les vampires (2001-2003) : Jonathan Levinson (saisons 6 et 7)
  - Nip/Tuck (2006) : Bart (saison 4, épisode 15)
  - Justified (2014-2015) : Albert Ferkus (4 épisodes)

- Nate Corddry (en) dans :
  - Studio 60 (2006-2007) : Tom Jeter (22 épisodes)
  - Fosse/Verdon (2019) : Neil Simon (3 épisodes)
  - Paper Girls (2022) : Larry Radakowski (6 épisodes)

- Greg Bryk dans :
  - XIII : La Conspiration (2008) : le colonel Samuel Amos (mini-série)
  - XIII, la série (2011-2012) : le directeur Samuel Amos (24 épisodes)
  - Reign : Le Destin d'une reine (2014) : le vicomte Richard Delacroix (saison 1, épisode 11)

- Sebastian Armesto dans :
  - La Petite Dorrit (2008) : Edmund Sparkler (mini-série)
  - Poldark (2016) : Tankard (saison 2)
  - Une lueur d'espoir (2023) : Max Stoppleman (mini-série)

- Hugh Dancy dans :
  - Hannibal (2013-2015) : l'agent spécial Will Graham (39 épisodes)
  - The Path (2016-2018) : Calvin « Cal » Roberts (36 épisodes)
  - Homeland (2020) : John Zabel (6 épisodes)

- Michael Stahl-David dans :
  - Show Me a Hero (2015) : Jim Surdoval (mini-série)
  - Almost Family (2019-2020) : Donovan (8 épisodes)
  - Good Sam (2022) : Dr Caleb Stucker (22 épisodes)

- Mark Duplass dans :
  - Togetherness (2015-2016) : Brett Pierson (16 épisodes)
  - Goliath (2018-2019) : Tom Wyatt (9 épisodes)
  - Good American Family (2025) : Michael Barnett (mini-série)

- Tate Donovan dans :
  - Ménage à trois (1995-1996) : Owen (22 épisodes)
  - Friends (1998) : Joshua Bergen (saison 4)

- T. J. Thyne dans :
  - Friends (1998) : Dr Oberman (saison 5, épisode 3)
  - Ma famille d'abord (2005) : Bodhi (saison 5, épisode 15)

- John Ducey dans :
  - Père malgré tout (1999) : Ford Lowell (13 épisodes)
  - Will et Grace (2004-2006) : Jamie (5 épisodes)

- Gary Jones dans :
  - Stargate SG-1 (1999-2007) : le sergent Walter Harriman (2e voix, saisons 3 à 10)
  - Stargate Atlantis (2004-2009) : le sergent Walter Harriman (12 épisodes)

- Kevin Christy dans :
  - Sept jours pour agir (2000-2001) : Andrew « Hooter » Owsley (16 épisodes)
  - 24 Heures : Legacy (2017) : David Harris (6 épisodes)

- Joey Slotnick dans :
  - Boston Public (2000-2001) : Milton Buttle (14 épisodes)
  - Intelligence (2020-2021) : Clint (saison 1, épisode 6 et saison 2, épisode 1)

- Gordon Michael Woolvett dans :
  - Andromeda (2000-2005) : Seamus Harper (109 épisodes)
  - Supernatural (2014) : Ezra (saison 19, épisode 21)

- Scott Alan Smith (en) dans :
  - Philly (2001-2002) : Jerry Bingham (10 épisodes)
  - Médium (2011) : Byron Knox (saison 7, épisode 13)

- Paul Chequer (en) dans :
  - Et alors ? (2001-2004) : Jamie Collier (60 épisodes)
  - Synchronicity (2006) : Nathan (6 épisodes)

- Jo Stone-Fewings (en) dans :
  - Inspecteur Barnaby (2003) : Danny Pinchel (saison 6, épisode 4)
  - Trust (2018) : Dennis (5 épisodes)

- Seth Green dans :
  - That '70s Show (2003-2004) : Mitch Miller (5 épisodes)
  - Entourage (2006-2008) : Seth Green (3 épisodes)

- Joseph Lawrence dans :
  - Tempête sous un toit (en) (2003-2004) : Kurt Franklin (19 épisodes)
  - Hawaii 5-0 (2017-2019) : Aaron Wright (5 épisodes)

- Matt Czuchry dans :
  - Le Justicier de l'ombre (2003-2004) : Jamie Farrel (12 épisodes)
  - The Good Wife (2009-2016) : Cary Agos (156 épisodes)

- Garret Dillahunt dans :
  - Deadwood (2004-2005) : Jack McCall (16 épisodes)
  - John from Cincinnati (2007) : Dr Michael Smith (9 épisodes)

- Ian Somerhalder dans :
  - Lost : Les Disparus (2004-2010) : Boone Carlyle (31 épisodes)
  - Tell Me You Love Me (2007) : Nick (6 épisodes)

- Sebastian Stan dans :
  - Kings (2009) : le prince Jonathan « Jack » Benjamin (13 épisodes)
  - Once Upon a Time (2012) : Jefferson / le Chapelier fou (7 épisodes)

- Diego Klattenhoff dans :
  - Mercy Hospital (2009-2010) : Mike Callahan (23 épisodes)
  - Homeland (2011-2013) : Mike Faber (25 épisodes)

- Harry Lloyd dans :
  - Game of Thrones (2011) : Viserys Targaryen (saison 1)
  - Brave New World (2020) : Bernard Marx (9 épisodes)

- Matt Cook (en) dans :
  - La Loi selon Harry (2012) : ADA Upton Cruickshank (saison 2)
  - Papa a un plan (2016-2020[n 7]) : Lowell (69 épisodes)

- James Pizzinato dans :
  - Arrow (2014) : le révérend Thomas Flynn (saison 2, épisode 15)
  - Inoubliable Ollie (en) (2022) : le père de Sue (mini-série)

- James D'Arcy dans :
  - Agent Carter (2015-2016) : Edwin Jarvis (18 épisodes)
  - Red Election (en) (2021) : Adam Cornwell, premier ministre du Royaume-Uni

- Mark Ghanimé dans :
  - Reign : Le Destin d'une reine (2015-2017) : Don Carlos (5 épisodes)
  - Private Eyes (2017-2018) : Dr Ken Graham (saison 2)

- Bradley Stryker dans :
  - iZombie (2016) : Kenny (saison 2)
  - Chesapeake Shores (2017-2018) : John Rawl (11 épisodes)

- James Gilbert dans :
  - The Girlfriend Experience (2016) : Jack (saison 1)
  - Salvation (2017) : Mason Dunkirk (saison 1)

- Enzo Cilenti dans :
  - Le Dernier Seigneur (2016-2017) : Aubrey Hackett (9 épisodes)
  - Luther (2019) : Jeremy Lake (saison 5)

- Mike O'Gorman dans :
  - Vice Principals (2016-2017) : Bill Hayden (9 épisodes)
  - True Lies (2023) : Luther Tenet (13 épisodes)

- Lou Ferrigno, Jr. dans :
  - S.W.A.T. (2017-2025) : le sergent Donovan Rocker (37 épisodes)
  - Stargirl (2020-2021) : Rex Tyler / Hourman (4 épisodes)

- Brian Gleeson dans :
  - The Bisexual (2018) : Gabe (6 épisodes)
  - Escale fatale (2018) : Wayne (6 épisodes)

- Rob Delaney dans :
  - Bad Monkey (2024) : Nick Stripling / Christopher
  - Dying for Sex (2025) : le voisin (mini-série)

- David Dastmalchian dans : 
  - The Rookie : Le Flic de Los Angeles (2024) : Ray Watkins (saison 6, épisodes 5 et 6)
  - Murderbot : Journal d'un AssaSynth (2025) : Gurathin (mini-série)
- 1996 : Sept à la maison : Jeff (Ryan Bittle (en)) (saison 1)
- 1996 : Un cas pour deux : Mounch (Georg Staudacher (de))
- 1996-1999 : Susan! (en) : Todd Stites (David Strickland (en))
- 1998 : ADN, menace immédiate : Dr Ed Tate (Vincent Ventresca)
- 1998-1999 : Jesse : Darren Warner (David DeLuise) (22 épisodes)
- 1998-1999 : Les jumelles s'en mêlent : Paul (Ernie Grunwald (en)) (11 épisodes)
- 1998-2003 : Friends : Dan (Patrick Fabian) (saison 5, épisode 3), le client (J. D. Lewis) (saison 6, épisode 12), le bibliothécaire (Doug Budin) (saison 7, épisode 7) et le vendeur (Sean Corvelle) (saison 7, épisode 10), le serveur (Sam Pancake (en)) (saison 8, épisode 16 et saison 9, épisode 14) et Jordan (Teck Holmes) (saison 9, épisode 15)
- 1999-2002 : S Club 7 : Paul (Paul Cattermole) (46 épisodes)
- 2000 : Cœurs rebelles : Ezra Friedken (Kyle Downes (en)) (22 épisodes)
- 2000-2001 : Powder Park : Ilja Deininger (Jan Neumann)
- 2001 : Charmed : Yen Lo (Daniel Dae Kim)
- 2001 : Special Unit 2 : Sean Radmon (Sean Whalen)
- 2001-2002 : C'est pas ma faute ! : Nick Gibson (Shaun Sipos)
- 2001-2002 : Les Chroniques du mystère : Tucker Burns (Chad Willett (en))
- 2002 : Jeremiah : Ezekiel (Alex Zahara) (13 épisodes)
- 2002 : Un, dos, tres : Beni (Asier Etxeandia)
- 2002-2003 : The Shield : Moses Hernandez (Juan Garcia) (saison 1, episode 1), Hooper (Jeremiah Birkett) (saison 1, épisodes 1 et 8), Sean Taylor (Michael Kelly) (saison 1, épisode 10) et Malcolm Rama (Sung Kang) (saison 2, épisode 8)
- 2003 : 24 Heures chrono : Alex Hewitt (Rick D. Wasserman)
- 2003 : Adam Sullivan : Owen Harper (Eddie McClintock)
- 2003 : Angels in America : Joe Pitt (Patrick Wilson) (mini-série)
- 2003 : Jane et Tarzan : Tarzan/John Clayton (Travis Fimmel) (9 épisodes)
- 2003 : Les Experts : Miami : John Walker (Joel Gretsch)
- 2004 : Monk : Phil Bedard (Devon Gummersall)
- 2004 : Ma famille d'abord : Steve (J. P. Manoux) (saison 5, épisodes 1 et 2)
- 2004-2005 : Les Quintuplés : Parker (Jake McDorman)
- 2004-2006 : 15/A : Gary « Squib » Furlong (Max Walker)
- 2004-2006 : Stargate Atlantis : le sergent Walter Davis (Gary Jones) et Ladon Radim (Ryan Robbins) (saison 1, épisode 11)
- 2004-2006 : Will et Grace : James Hanson (Taye Diggs) (saison 8), John Edward (John Edward), Sal (Josh Keaton), Mark (Paolo Presta) et Russell (Jon Fleming)
- 2005 : Twins (en) : Jordan (Steve Braun (en))
- 2005-2006 : Le Destin de Lisa : David Seidel (Mathis Künzler)
- 2005-2006 : That '70s Show : Randy Pearson (Josh Meyers) (21 épisodes)
- 2005-2020 : Grey's Anatomy : Dr Alex Karev (Justin Chambers) (358 épisodes)
- 2006-2007 : Les Flingueuses : P.C. Haines (Tom Ellis) (8 épisodes)
- 2006-2008 : Friday Night Lights : Brian « Smash » Wiliams (en) (Gaius Charles) (41 épisodes)
- 2007 : Cape Wrath : Tom Tyrell (Scot Williams (en))
- 2007 : La Vie de palace de Zack et Cody : M. Blaine (Mitchell Whitfield (en))
- 2007 : Le Destin de Bruno : David Seidel (Mathis Künzler)
- 2008-2014 : Sons of Anarchy : Jackson « Jax » Teller (Charlie Hunnam) (92 épisodes)
- 2009 : Valemont : Gabriel Ryan (Tyler Hynes (en)) (mini-série)
- 2009-2011 : La Vie de croisière de Zack et Cody : M. Blanket (Michael Hitchcock)
- 2009-2012 : Les Sorciers de Waverly Place : le chancelier Rudy Tootietootie (Andy Kindler (en)) (6 épisodes)
- 2009-2013 : Southland : l'officier Ben Sherman (Benjamin McKenzie) (43 épisodes)
- 2009-2015 : Nurse Jackie : Dr Fitch « Coop » Cooper (Peter Facinelli) (73 épisodes)
- 2010 : Desperate Housewives : le prêtre (Scott Rinker) (saison 6, épisode 23)
- 2010 : True Blood : Talbot (Theo Alexander (en)) (saison 3)
- 2010-2012 : Hatufim : Chaïm Cohen (Gal Zaid)
- 2011 : Inspecteur Barnaby : Luke Archbold (Jason Durr)
- 2011 : Hung : Jason (Stephen Amell) (10 épisodes)
- 2011 : Traffic Light : Kev (Rob Huebel (en)) (4 épisodes)
- 2011 : Body of Proof : Patrick Deline (Brad Stanley) (saison 2, épisode 2), Patrick Spradlin (Jeff Ward (en)) (saison 2, épisode 7)
- 2011-2012 : The Secret Circle : Luke (Zachary Burr Abel)
- 2011-2016 : Rizzoli and Isles : Tommy Rizzoli (Colin Egglesfield) (15 épisodes)
- 2012 : Smash : John Goodwin (Neal Bledsoe)
- 2012 : Luck : Nathan Israel (Patrick J. Adams) (4 épisodes)
- 2012 : Les Frères Scott : l'officier Stevens (Stephen Elliott) (saison 9)
- 2012 : The Killing : Kristian Kamper (Olaf Johannessen (en)) (saison 3)
- 2012-2014 : Real Humans : 100 % humain : Silas (Peter Viitanen)
- 2012-2015 : Parks and Recreation : le marshal Langman (Todd Sherry) (3 épisodes)
- 2012-2022 : New York, unité spéciale : Rafael Barba (en) (Raúl Esparza) (119 épisodes)
- 2013 : Hello Ladies : Glenn (Sean Wing)
- 2013 : Downton Abbey : le prince du Pays de Galles (Oliver Dimsdale) (saison 4, épisode 9)
- 2013 : Magic City : Eddie Blue (Anthony DeSando (en)) (saison 2)
- 2013 : Glee : Adam Crawford (Oliver Kieran Jones) (saison 4)
- 2014-2020 : Murder : Connor Walsh (en) (Jack Falahee) (90 épisodes)
- 2015 : Continuum : Robert Zorin (Michael Eklund) (saison 4)
- 2015-2017 : Jordskott, la forêt des disparus : Jakob Reisner (Anders Berg) (mini-série)
- 2015-2018 : Sense8 : Dr Metzger (Adam Shapiro) (saison 1) et Raoul (Erik Hayser) (saison 2)
- 2015-2019 : False Flag : Alex Feldman (Sergey Bukhman) (17 épisodes)
- 2016 : Nobel : Erling Riiser (Aksel Hennie) (mini-série)
- 2016-2019 : Billions : Mick Danzig (Nathan Darrow (en)) (15 épisodes)
- 2017 : Fearless : Matthew Wild (Jamie Bamber) (5 épisodes)
- 2017 : Mindhunter : l'inspecteur Mark Ocasek (Alex Morf) (saison 1)
- 2017 : Somewhere Between (en) : Haskell Debray (Aaron Craven) (4 épisodes)
- 2017 : Doubt : Affaires douteuses : Peter Garrett (Ben Lawson) (9 épisodes)
- 2017 : La Folle Aventure des Durrell : Hugh Jarvis (Daniel Lapaine) (saison 2)
- 2017-2018 : Taken : Tracy Dyer (Saad Siddiqui)
- 2017-2018 : Sick Note : l'officier Hayward (Daniel Rigby (en)) (10 épisodes)
- 2017-2020 : Au fil des jours : Schneider (Todd Grinnell) (46 épisodes)
- 2018 : Reine du Sud : Theo Carson (Jeff Hephner) (saison 3, épisode 9)
- 2018 : Troie : La Chute d'une cité : Ménélas (Jonas Armstrong) (mini-série)
- 2018 : Riverdale : l'agent Arthur Adams (John Behlmann (en)) (saison 2)
- 2018 : The Good Cop : Anthony « TJ » Caruso Jr. (Josh Groban) (10 épisodes)
- 2018 : Wanderlust : Marvin Walters (William Ash (en)) (3 épisodes)
- 2018 : Fear the Walking Dead : Mel (Kevin Zegers) (saison 4)
- 2018 : Meurtres à Sandhamn : Jocke (Daniel Larsson) (saison 6, épisode 4)
- 2018-2019 : The Gifted : l'officier Wilson (Tom O'Keefe) (saison 2)
- 2018-2022 : Barry : Chris Lucado (Chris Marquette) (5 épisodes)
- 2019 : The Punisher : John Pilgrim (Josh Stewart) (saison 2)
- 2019 : The Mandalorian : Qin (Ismael Cruz Córdova) (saison 1, épisode 6)
- 2019 : Catch-22 : A. T. Tappman (Jay Paulson) (mini-série)
- 2019 : Doom Patrol : Steve Larson / Animal-Vegetable-Mineral Man (en) (Alec Mapa) (saison 1)
- 2019 : Le Tueur de l'ombre : ? (?)
- 2019 : Fleabag : Klare (Christian Hillborg (sv)) (saison 2, épisodes 3 et 5)
- 2019 : Le Secret de la plume : Chapelier fou (Josh Cruddas)
- 2019-2021 : Shrill : Gabe Parrish (John Cameron Mitchell) (22 épisodes)
- 2020 : Barbares : Pelagios (Nikolai Kinski) (saison 1)
- 2020 : Sweet Home : ? (?) (saison 1)
- 2020 : Hollywood : Noël Coward (Billy Boyd) (mini-série)
- 2020 : Le Cheval pâle : Zachariah Osborne (Bertie Carvel) (mini-série)
- 2020-2021 : Insecure : Taurean Jackson (Leonard Robinson (en)) (2e voix, saisons 4 et 5)
- 2020-2022 : After Life : Ken Otley (Colin Hoult (en)) (9 épisodes)
- 2020-2023 : Dave : Mike (Andrew Santino (en)) (30 épisodes)
- depuis 2020 : Mythic Quest : David Brittlesbee (David Hornsby (en))
- 2021 : Le Droit d'être américain : Histoire d'un combat : ? (?) (documentaire)
- 2021 : Les Irréguliers de Baker Street : Mycroft Holmes (Jonjo O'Neill (en))
- 2021 : Gaufrette et Mochi (en) : Adam Ouriza (Adam Ouriza)
- 2021 : Jupiter's Legacy : M. Wolf / Barnabas (Paul Amos (en)) (saison 1, épisode 5)
- 2021 : Halston : Victor Hugo Rojas (Gian Franco Rodríguez (en)) (mini-série)
- 2021 : La Cuisinière de Castamar : Alfredo (Jaime Zatarain (es))
- 2021 : Rebel : le professeur Jason Erickson (Dan Bucatinsky) (4 épisodes)
- 2021 : The Billion Dollar Code : Eric Spears (Seumas F. Sargent) (mini-série)
- 2021 : Toujours là pour toi : Pr Chad Wiley (Patrick Sabongui (en)) (saison 1)
- 2022 : Anatomie d'un scandale : Chris Clarke (Josh McGuire) (mini-série)
- 2022 : Coincés ! (it) : Salvo (Salvatorre Ficarra)
- 2022 : Échos : Dylan James (Jonathan Tucker) (mini-série)
- 2022 : The Imperfects : Dr Alex Sarkov (Rhys Nicholson (en))
- 2022 : Physical : Vincent « Vinnie » Green (Murray Bartlett) (saison 2)
- 2022 : Une affaire privée : Milagros (Sergio Caballero (es))
- 2022 : Shantaram (en) : Walid Shah (Mel Odedra)
- 2022 : Mercredi : l'oncle Fétide (Fred Armisen)
- 2022 : The Crown : James Colthurst (Oliver Chris) (saison 5, épisode 2)
- 2022 : Meurtre au Polonium - L'Affaire Litvinenko : l'inspecteur Brian Tarpey (Sam Troughton) (mini-série)
- 2022 : Better Call Saul : M. Lingk (Kevin Sussman) (saison 6, épisodes 11 et 12)
- 2022 : Last Light : Karl Bergmann (Tom Wlaschiha) (mini-série)
- 2022 : L'Orchestre : Jeppe (Rasmus Bruun) (10 épisodes)
- 2022 : Our Flag Means Death : Gabriel (Nick Kroll) (saison 1, épisodes 5 et 10)
- 2022-2023 : Young Rock : Downtown Bruno (Ryan Pinkston (en)) (17 épisodes)
- 2022-2024 : Vikings: Valhalla : le comte Godwin (David Oakes) (22 épisodes)
- 2023 : Shadow and Bone : La Saga Grisha : le prince Vasily Lantsov (Edward Davis) (saison 2)
- 2023 : Transatlantique : Varian Fry (Cory Michael Smith) (mini-série)
- 2023 : The Crowded Room : Greg (Daniel London) (mini-série)
- 2023 : One Piece : le colonel Nezumi (Rory Acton Burnell) (saison 1, épisodes 7 et 8)
- 2023 : Bodies : Jack Barber (Michael Jibson (en)) (mini-série)
- 2023 : Dom : ? (?) (saison 2)
- 2023 : Sweet Home : Dr Im (Oh Jung-se)
- 2023 : Bupkis (en) : John Mulaney (John Mulaney) (saison 1, épisode 7)
- 2023 : The Walking Dead: Daryl Dixon : Quinn (Adam Nagaitis) (saison 1)
- depuis 2023 : Funny Woman (en) : Tony (Leo Bill)
- 2024 : Griselda : John Roberts (Jeffrey Vincent Parise (en)) (mini-série)
- 2024 : Constellation : ? (?)
- 2024 : Fallout : Couic Couic (Matt Berry) (voix)
- 2024 : Heeramandi : Les Diamants de la cour : Ustaad (Indresh Malik)
- 2024 : The Big Door Prize : Ian (Matt Dellapina) (saison 2, épisode 4)
- 2025 : Les Quatre Saisons : Claude (Marco Calvani)

#### Séries d'animation
- 1996-1998 : Spider-Man, l'homme-araignée : Alistair Smythe et Harry Osborn
- 1998 : Patrouille 03 : Shorty
- 1999 : Dragon Ball GT : Oob et Son Gohan
- depuis 1999 : Bob l'éponge : Bob l'éponge
- 2000 : Chris Colorado : Vladimir Krantz
- 2000 : Les Jellabies : le narrateur
- 2001-2008 : Billy et Mandy, aventuriers de l'au-delà : Jeff l'araignée
- 2001 : Monster Rancher : Suezo
- 2002 : Les Chevaliers de l'Outre-Monde : Pr Hiragi, Luke et Lucca
- 2002 : PorCité : Mikey
- 2002-2003 : Olive et Tom : Le Retour : Thomas Price, Danny Melo, Philippe Calahan et Nicolas Aio
- 2002-2007 : Kim Possible : Hirotaka / Eric
- 2003 : Fruits Basket : Kyo Sôma
- 2003-2006 : Sonic X : Knuckles / Bokkun
- 2003-2006 : Xiaolin Showdown : Jack Spicer
- 2004 : Duck Dodgers : Bertie
- 2004 : Quoi d'neuf Scooby-Doo ? : voix secondaires
- 2005 : Princesse Saphir : Prince Thibault / Lord Macédoine (2d doublage, épisodes 13 à 52)
- 2005-2010 : Jenny Robot : Sheldon
- 2006 : La Ligue des justiciers : Steel (épisode 76)
- 2006 : Monster : Johan Liebert
- 2006 : Shaolin Wuzang : Tang
- 2006 : Ippo le challenger : Ichiro Miyata
- 2006 : Drawn Together : Wooldoor Sockbat
- 2007 : Sammy et Scooby en folie : l'agent Numéro 1
- 2008 : Les Loonatics : Rev Runner
- 2008 : Star Wars: The Clone Wars : Cham Syndulla
- 2008 : Le Petit Dinosaure : Skip (épisode 24)
- 2008-2009 : El Tigre : Les Aventures de Manny Riviera : Manny Riviera
- 2008-2015 : Phinéas et Ferb : Mip et Roger Doofenshmirtz
- 2010-2012 : Super Hero Squad : Cauchemar et Nova
- 2011-2014 : Looney Tunes Show : Tosh
- 2012 : Scooby-Doo : Mystères associés : Randy Warsaw (épisode 32)
- 2013-2014 : Dofus : Aux trésors de Kerubim : Indie Delagrandaventure (création de voix)
- 2014 : Super 4 : Baron noir (création de voix)
- 2014 : Archer (saison 2) : Prosper / le pharmacien (épisode 19)
- 2014-2016 : La Chouette et Cie : le mouton (création de voix)
- 2014-2017 : Sonic Boom : Knuckles
- 2015 : Gribouille : le crayon violet
- 2015 : Turbo FAST : Pasadena Paul, le type au chewing-gum et le leader des fourmis
- 2018 : Baby Boss : Les affaires reprennent : Félix Grichafouin, l'ennemi de Baby Boss
- 2018 : Back Street Girls : Kimura
- 2019-2021 : La Bande à Picsou : Drake Mallard, le nouveau Myster Mask
- 2021 : Valkyrie Apocalypse : Poséidon
- 2021 : Les Croods, (pré)histoires de famille : Phil Betterman
- 2021 : Resident Evil: Infinite Darkness : Patrick
- 2021 : Star Wars: The Bad Batch : Cham Syndulla (saison 1, épisode 11 et 12)
- 2021-2023 : What If...? : Howard the Duck[n 8] (3 épisodes) et Kurt[n 9] (saison 1, épisode 5)
- 2021-2024 : Kamp Koral : Bob la petite éponge : Bob l'éponge
- 2021-2024 : Star Trek: Prodigy : Zéro
- 2022 : Patrick Super Star : Bob l'éponge
- 2022 : Coma héroïque dans un autre monde : voix additionnelles
- 2022 : Urusei Yatsura : Yokaï Piscine (saison 1)
- 2022-2023 : Kung Fu Panda : Le Chevalier Dragon : Lao (1re voix, saison 1) et Klaus (2e voix)
- 2022-2024 : Sonic Prime : Knuckles
- depuis 2022 : Demon Slayer: Kimetsu no Yaiba : Akaza
- 2023 : The Ancient Magus Bride : Seth
- 2023 : SamSam : SamNounours (création de voix, 3e voix, saison 3)
- 2024 : Le Deuxième Meilleur Hôpital de la Galaxie : Saint-Cttonk
- 2024 : Jentry Chau, une ado contre les démons (en) : VP Wheeler

### Jeux vidéo
- 2002 : Star Wars Jedi Knight II: Jedi Outcast : Luke Skywalker
- 2003 : Star Wars Jedi Knight: Jedi Academy : Luke Skywalker
- 2003 : Ape Escape 2 : Specter / Singe Bleu / Singe Jaune
- 2004 : World of Warcraft : un boss et des gobelins
- 2004 : Scooby-Doo! Le Livre des ténèbres : Earl Milton, voix additionnelles
- 2005 : Jade Empire : Ni Joh ; le Ministre Sheng et le démon rat
- 2005 : Star Wars: Republic Commando : Delta 38 / Delta 07 / Delta 62 / Delta 40
- 2005 : Sniper Elite : un résistant allemand
- 2005 : Madagascar : Morty, voix additionnelles
- 2006 : Neverwinter Nights 2 : Bishop
- 2006 : Ape Escape 3 : Specter
- 2007 : Mass Effect : Fai Dan
- 2007 : Sherlock Holmes contre Arsène Lupin : Palinor
- 2007 : Hellgate: London : le marchand
- 2007 : Ratatouille : Alfredo Linguini
- 2008 : Shrek, la fête foraine en délire : le miroir
- 2009 : The Saboteur : voix additionnelles
- 2009 : Wolfenstein : Anton Kriege
- 2009 : Ratchet and Clank: A Crack in Time : Sigmund (2e voix)
- 2009 : Dragon Age: Origins : Alistair
- 2009 : Risen : Ash
- 2009 : Call of Duty: Modern Warfare 2 : Archer et voix additionnelles
- 2009 : Télé Maboul Party : le présentateur
- 2009 : Cars: Race-O-Rama : Ambient Pickup 6
- 2010 : Fallout: New Vegas : Roy
- 2010 : Assassin's Creed Brotherhood : César Borgia
- 2010 : Mass Effect 2 : le vendeur Quarien
- 2010 : Fable III : le prince (le héros)
- 2011 : Star Wars: The Old Republic : l'agent impérial / Tharan Cedrax
- 2011 : Sonic Generations : Knuckles
- 2011 : Deus Ex: Human Revolution : Francis Pritchard
- 2011 : Dragon Age 2 : Alistair
- 2011 : Rage : Saul
- 2011 : The Elder Scrolls V: Skyrim : voix additionnelles
- 2012 : Les Royaumes d'Amalur : Reckoning : plusieurs personnages secondaires
- 2012 : Diablo III : le grand inquisiteur du culte
- 2012 : Borderlands 2 : Shade (DLC Le Capitaine Scarlett et son Butin de Pirate)
- 2012 : Guild Wars 2 : Quinn
- 2012 : Hitman: Absolution : voix additionnelles
- 2012 : Les Cinq Légendes : Jack Frost
- 2013 : Tomb Raider : Alex
- 2013 : The Last of Us : voix additionnelles
- 2013 : Final Fantasy XIV: A Realm Reborn : Alphinaud
- 2013 : Sonic Lost World : Knuckles
- 2013 : Mario et Sonic aux Jeux olympiques d'hiver de Sotchi 2014 : Knuckles
- 2013 : Killzone: Shadow Fall : Vladko Tyran
- 2013 : Les Chevaliers de Baphomet : La Malédiction du serpent : Langham
- 2014 : Sonic Boom : L'Ascension de Lyric : Knuckles
- 2014 : Sonic Boom : Le Cristal brisé : Knuckles
- 2014 : Dragon Age: Inquisition : Alistair
- 2015 : Fallout 4 : Rufus Rubins
- 2015 : Final Fantasy XIV: Heavensward : Alphinaud
- 2015 : Assassin's Creed Syndicate : Jacob Frye
- 2015 : Lego Jurassic World : un employé du Parc, Billy Brennan
- 2015 : Mortal Kombat X : Takahashi Takeda
- 2015 : Lego Dimensions : Knuckles
- 2016 : The Witcher 3: Wild Hunt – Blood and Wine : Palmerin de Launfal
- 2016 : League of Legends : Jhin
- 2016 : Mafia III : voix additionnelles
- 2016 : Mario et Sonic aux Jeux olympiques de Rio 2016 : Knuckles
- 2016 : Sonic Boom : Le Feu et la Glace : Knuckles
- 2017 : Resident Evil 7: Biohazard : Andre Strickland
- 2017 : Final Fantasy XIV: Stormblood : Alphinaud et Aulus mal Asina
- 2017 : Sonic Forces : Knuckles
- 2017 : Lego Ninjago, le film : Le Jeu vidéo : voix additionnelles
- 2017 : Horizon Zero Dawn : voix additionnelles
- 2017 : Star Wars Battlefront II : un major du Premier Ordre
- 2017 : Assassin's Creed Origins : voix additionnelles
- 2017 : Prey : voix additionnelles
- 2018 : Far Cry 5 : Guy Marvel
- 2018 : Assassin's Creed Odyssey : Hérodianos et voix additionnelles
- 2018 : Super Smash Bros. Ultimate : Knuckles
- 2019 : Team Sonic Racing : Knuckles
- 2019 : Final Fantasy XIV: Shadowbringers : Alphinaud
- 2019 : Age of Empires II: Definitive Edition : narrateur de la campagne d'Attila, voix additionnelles
- 2020 : Mario et Sonic aux Jeux olympiques de Tokyo 2020 : Knuckles
- 2020 : Bob l'éponge : Bataille pour Bikini Bottom - Réhydraté : Bob l'éponge
- 2020 : Watch Dogs: Legion : Bagley
- 2020 : Assassin's Creed Valhalla : Alfred le Grand
- 2021 : Forza Horizon 5 : Tristan
- 2021 : Final Fantasy XIV: Endwalker : Alphinaud
- 2022 : Dying Light 2 Stay Human : ?
- 2022 : Horizon Forbidden West : Morlund et voix additionnelles
- 2022 : Cookie Run: Kingdom : Cookie Chevalier
- 2022 : Mario + The Lapins Crétins: Sparks of Hope : Beep-0
- 2022 : Sonic Frontiers : Knuckles
- 2022 : Star Trek Prodigy : Supernova : Zéro
- 2023 : Bob l'éponge : The Cosmic Shake : Bob l'éponge
- 2023 : Hogwarts Legacy : L'Héritage de Poudlard : Cheek et voix additionnelles
- 2023 : Agatha Christie - Hercule Poirot : The London Case : Johan Kristiansen
- 2023 : Starfield : Diego et voix additionnelles
- 2024 : Final Fantasy XIV: Dawntrail : Alphinaud et Geode
- 2024 : Warhammer 40,000: Space Marine 2 : Acheran
- 2024 : Sonic X Shadow Generations (en) : Knuckles
- 2024 : Batman: Arkham Shadow (en) : Huynh, Kanchanawenich, Darcey et Sivarapornsakul

## Voix-off
- TF! Jeunesse (Spécial Bob l'éponge)
- 2009 : Global Drinks
- 2011 : La Magie du Cosmos
- 2014 : Futuremag (Arte)

## Livres audio
- 2021 : Abyme, de Mathieu Gaborit, Audible, 8h33
- 2022 :
  - The Sandman : Acte II, de Neil Gaiman et Dirk Maggs, lu avec Bernard Alane, Jean Barnay, Namakan Kone, Martial Le Minoux, Céline Melloul, Alexandre Nguyen et Guillaume Orsat, Audible, 13h34
  - The Sandman : Acte III, de Neil Gaiman et Dirk Maggs, lu avec Jean-Baptiste Anoumon, Guillaume Orsat, Olivier Peissel et Stéphane Ronchewski, Audible, 11h19